# F. Scott Fitzgerald

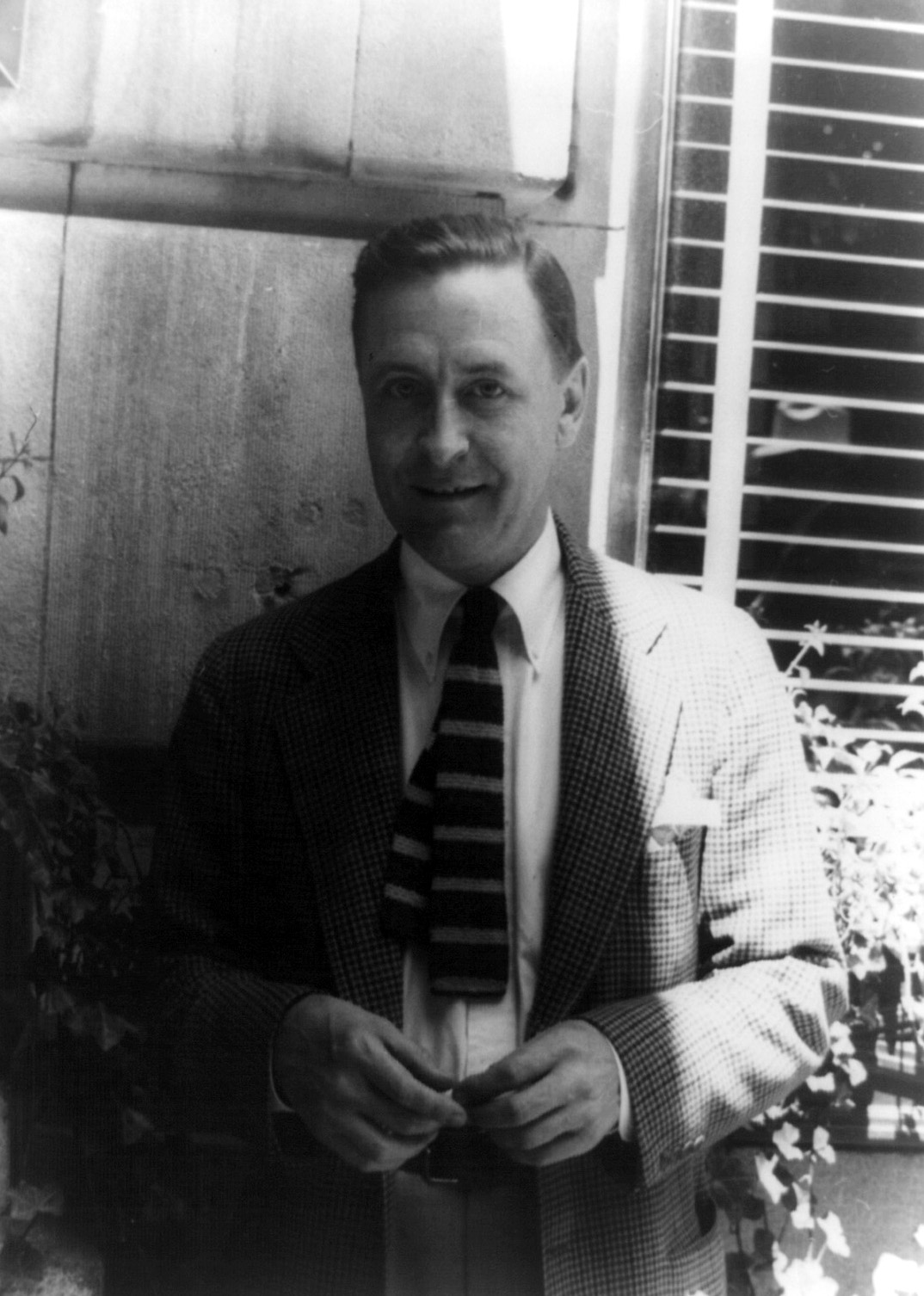
F. Scott Fitzgerald fotograferad den 4 juni 1937 av Carl Van Vechten.

Francis Scott Key Fitzgerald, född 24 september 1896 i Saint Paul, Minnesota, död 21 december 1940 i Los Angeles, Kalifornien, var en amerikansk författare. Han myntade uttrycket "jazzåldern" och anses allmänt ha varit en av 1900-talets mest betydelsefulla författare. Han var gift med Zelda Fitzgerald.

## Biografi
Francis Scott Key Fitzgerald föddes 1896 i Saint Paul, Minnesota, i en familj inom övre medelklassen. Hans namn härstammar från hans släkting Francis Scott Key, och en av hans två avlidna storasystrar, Louise Scott, men hans tilltalsnamn var Scott Fitzgerald. Hans föräldrar var Mollie (född McQuillan) och Edward Fitzgerald, mamman av irländsk och pappan av engelsk härkomst. Under F. Scott Fitzgerald första årtionde växte han främst upp i staden Buffalo, New York.
Senare studerade F. Scott Fitzgerald vid Princeton och var under en tid verksam som journalist. Som författare kom han att räknas till 1920-talets främste amerikanska författare. Berättarstilen är tidstypiskt objektiv, klarsynt och desillusionerad, och handlingarna kretsar kring hans egen samtid, varför han brukar kallas generationsförfattare fastän hans berättelser räknas som moderna klassiker. Hans roman Natten är ljuv (1934) bär spår av hans tragiska privatliv med en psykisk kollaps, äktenskapsproblem och alkoholism.

### Död

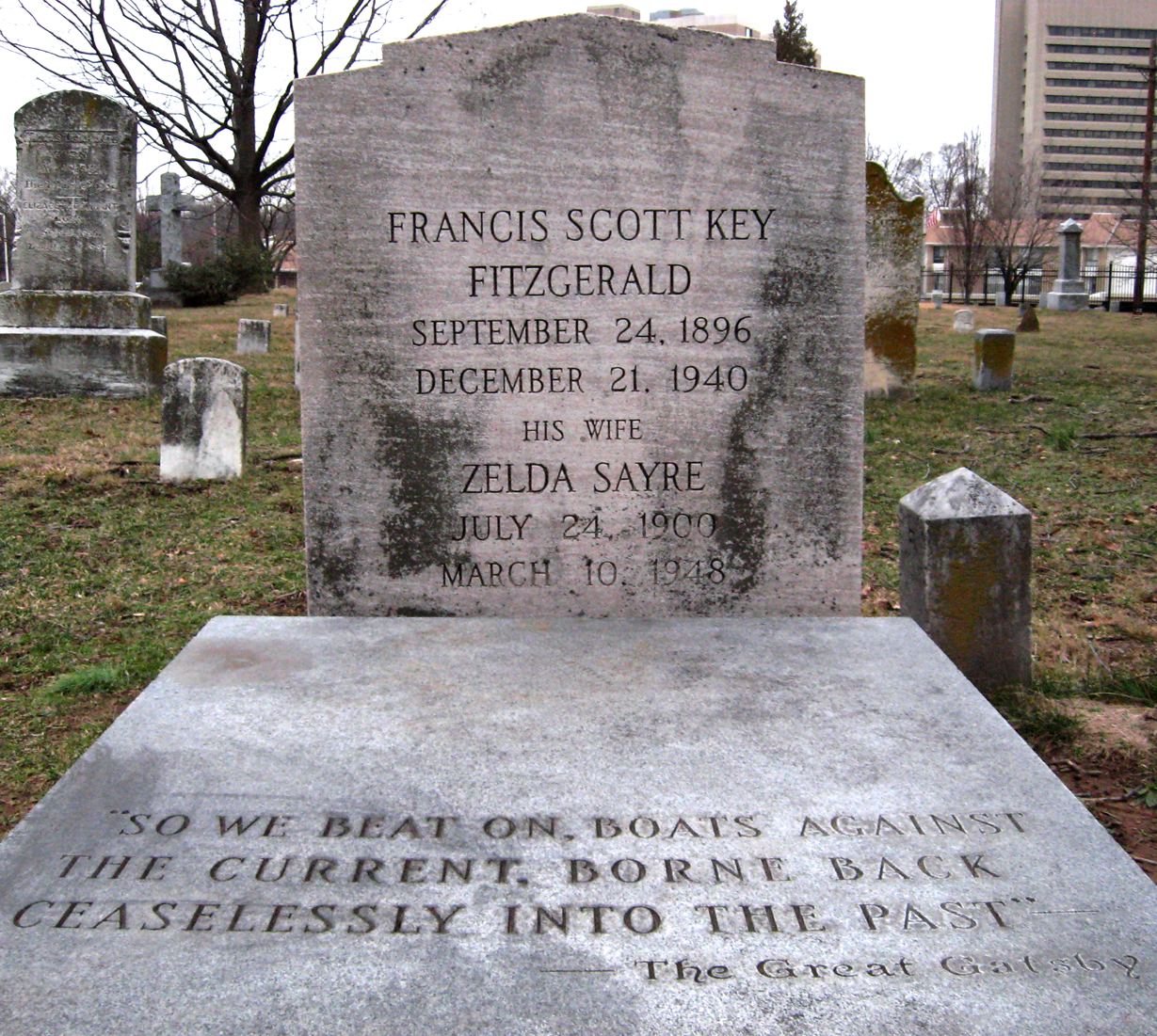
F. Scott och Zelda Fitzgeralds gemensamma gravvård, med romanen Den store Gatsbys (1925) avslutande mening ingraverad: "So we beat on, boats against the current, borne back ceaselessly into the past".

F. Scott Fitzgerald avled den 21 december 1940 i Los Angeles, Kalifornien, 44 år gammal. Han drabbades av en hjärtattack, förmodligen en följd av sitt ihållande alkoholmissbruk sedan tiden som collegestudent. Under slutet av 1930-talet hade han också drabbats av, men överlevt, två hjärtattacker.

## Verk
Bland hans berättelser brukar främst Den store Gatsby (1925) framhållas, trots att han bedöms behärska novelltekniken mera ypperligt. Utan sentimentalitet återberättar Fitzgerald de tragiska livsödena runt den mystiske Jay Gatsby, en man som blivit avvisad av kvinnan han älskade för att han var fattig, och som vid romanens början har skapat sig en förmögenhet med skrupelfria metoder. Kvinnan, Daisy, är gift, och Gatsby har köpt ett hus i hennes närhet på Long Island, New York, för att få henne. Människosynen är nästan genomgående cynisk, där alla som överlever utnyttjar och är trolösa mot varandra, vilkas liv går vidare efter ödesdigra katastrofer. Bokens moral uttrycks av den synlige berättaren, Mr Carraway, som är romanens ende verkligt sympatiske person. Romanen har filmatiserats med Robert Redford i huvudrollen.
2008 filmatiserades novellen Det sällsamma fallet Benjamin Button med Brad Pitt i rollen som mannen som åldrades baklänges. Novellen publicerades för första gången i magasinet Colliers 1922, och ett år senare i novellsamlingen Tales of the Jazz Age.